# (3394) Banno
(3394) Banno es un asteroide perteneciente al cinturón de asteroides, descubierto el 16 de febrero de 1986 por Shigeru Inoda desde el Karasuyama Observatory, Japón.

## Designación y nombre
Designado provisionalmente como 1986 DB. Fue nombrado Banno en honor al astrónomo japonés Yoshiaki Banno.